# Micromacronus leytensis
El timalí enano de las Bisayas (Micromacronus leytensis) es una especie de ave paseriforme de la familia Cisticolidae endémica de Filipinas. 

## Taxonomía
Durante mucho tiempo fue la única especie del género Micromacronus, pero una de sus hasta entonces subespecies fue elevada a rango de especie, como M. sordidus. Anteriormente el género se clasificaba en la familia Timaliidae, pero fue traslado en 2012 a la familia Cisticolidae.

## Distribución y hábitat
El timalí enano de las Bisayas se encuentra únicamente en tres islas de las islas Bisayas orientales, Samar, Biliran y Leyte. Su hábitat natural son los bosques húmedos tropicales isleños.